# Sandy the Seal
Sandy the Seal (auf Deutsch: Sandy der Seehund) ist ein britischer Tier- und Familienfilm aus dem Jahre 1965 mit Heinz Drache und Marianne Koch in den Hauptrollen.

## Handlung
Südafrika, Mitte der 1960er Jahre. Auf einer Insel vor einem abgelegenen Küstenstreifen versieht Leuchtturmwärter Jan van Heerden seinen Dienst. Er ist gerade mit der Reparatur seiner Funkanlage beschäftigt, als er von draußen einen Schuss hört. Jan verlässt augenblicklich seinen Leuchtturm und steigt über die Klippen zu einer Stelle ans Wasser, von wo soeben ein Boot mit zwei bewaffneten Wilddieben abgelegt hat. Dort findet er einen zurückgelassenen Heuler vor. Er nimmt das Tier mit nach Hause aufs Festland, wo seine Frau Karen und die beiden Kinder David und Anne ihn bereits erwarten. Es ist ein trautes Familienglück, das durch das neue „Familienmitglied“, das die Kinder Sandy nennen und sofort in ihr Herz schließen, perfektioniert wird. Fortan kümmern sich David und Anne um Sandy, bespaßen ihn und bringen der schwarzen Robbe ein paar Kunststücke bei, die sie sogar vor einem entzückten Publikum präsentieren.
In der Zwischenzeit melden sich aber die beiden Seehundpelzjäger zurück und suchen erneut van Heerdens abgelegenen Strandabschnitt heim, um erneut zu wildern und noch bessere Felle zu schießen. Der bärtige Leuchtturmwärter wird durch einen Schuss der Ganoven schwer verletzt. Ausgerechnet zu diesem Zeitpunkt halten sich auch Jans Kinder auf der Seehundinsel auf. Sie finden ihren Vater und bringen ihn erst einmal zurück zum Leuchtturm, um ihn dort verarzten zu können. Jan verliert vorübergehend das Bewusstsein. Die Wilderer haben dort zuvor die Funkanlage zerstört, damit niemand die Küstenwache rufen kann und die Polizei ihnen nicht in die Quere kommt. Doch nun tritt Sandy auf den Plan. Er schwimmt die 18 Meilen zum Festland zurück, robbt zum Haus der van Heerdens und kann dort Karen und einen Kollegen Jans alarmieren. Sofort setzt man mit einem Boot der Küstenwache zur Seehundinsel über und kann im letzten Moment die Wilderer dingfest machen.

## Produktionsnotizen
Sandy the Seal entstand aller Wahrscheinlichkeit nach in der zweiten Jahreshälfte 1964, unmittelbar im Anschluss an die Dreharbeiten des gleichfalls in Südafrika gedrehten Abenteuerfilms Sanders und das Schiff des Todes. Der zentrale Drehstab – Regisseur Robert Lynn, Hauptdarsteller Drache und Koch sowie Chefkameramann Stephen Dade – ist in beiden Filmen identisch. „Sanders“-Produzent-Towers wollte die Gelegenheit nutzen, und mit den beiden deutschen Darstellern gleich im Anschluss vor Ort einen weiteren, recht kostengünstigen Film drehen, zu dem er bereits ein Drehbuch verfasst hatte. Drache – ungewöhnlich mit Vollbart – gleicht außerdem optisch exakt seinem Charakter von Sanders und das Schiff des Todes. Die Dreharbeiten fanden überwiegend auf das für seine reiche Seehundpopulation bekannte Seal Island (Südafrika) nahe Kapstadt statt.
Ein genaues Uraufführungsdatum ist derzeit nicht auszumachen, es gilt aber als wahrscheinlich, dass Sandy the Seal 1965 in Südafrika selbst erstmals gezeigt wurde. Für den 24. Oktober 1968 ist eine Aufführung in Mexiko, wo der Film unter dem Titel Sandy la foca lief, nachzuweisen, in Großbritannien kam der Familien- und Kinderfilm stark verspätet im Dezember 1969 in die Kinos. In Deutschland wurde Sandy the Seal trotz der prominenten deutschen Besetzung nie herausgebracht.

## Rezeption
„…harmlos-nette(n) Geschichte um ein Seehundbaby…“

„Poetisch, zärtlich, menschlich, herzergreifend… dieser Seehund wird sich ihrer bemächtigen wie der ganzen Familie!“